# Mitsuo Watanabe
Mitsuo Watanabe, född 4 juni 1953 i Tochigi prefektur, Japan, är en japansk tidigare fotbollsspelare.